# Tomioka
 Ovo je glavno značenje pojma Tomioka. Za druga značenja pogledajte Tomioka (razdvojba).
Tomioka (富岡市, Tomioka-shi) je grad u japanskoj prefekturi Gunma, japanske regije Kantō. Grad je najpoznatiji kao dom Tomioka tvornica svile koja je upisana na UNESCO-ov popis mjesta svjetske baštine u Aziji 2014. god. kao simbol japanske težnje za modernizacijom koja je omogućila Japanu da postane vodeća sila u proizvodnji svile koncem 19. stoljeća.

## Zemljopis
Tomioka leži sjeverno od Fujioka, južno od Annaka i zapadno od Takasakija, oko 100 km sjeverozapadno od Tokija, na autocesti Jōshinetsu. U njegovoj okolici nalazi se slikoviti klanac rijeke Torazu.

## Znamenitosti
Nukisaki svetište je poznato svetište u Japanu zbog svog dizajna. Dok se kod drugih svetišta glavnoj zgradi obično prilazi preko ravnog terena ili uspon, u Nukisaki svetište se ulazi niz kamene stube. Tijekom novogodišnjeg slavlja oko 100.000 ljudi posjeti Nukisaki svetište moliti za sreću u novoj godini. To je najveći skup takve vrste u prefekturi Gunma. 
Gunma safari park je 5. safari park izgrađen je u Japanu, a prvi izgrađen u istočnom Japanu. U parku je približno 1000 životinja od oko 100 vrsta. 
Tomioka prirodoslovni muzej posjeduje 35 izložbi o prirodnoj povijesti Gunme, uključujući i oko 30 kostura dinosaura.

### Tvornica svile Tomioka
Tvornica svile Tomioka (富岡製糸工場), osnovana 1872. god., odmah nakon meijijevske revolucije, je najstarija moderna predionica svile u Japanu koja je važna za povijest svilarstva. Izgradila ju je japanska vlada sa strojevima uvezenima iz Francuske (njih 150), a sastoji se od četiri mjesta koja svjedoče o različitim fazama proizvodnje sirove svile: Proizvodnja kukuljica u eksperimentalnoj farmi Tajima Yahei; hladno skladište za jaja dudovog svilca; odlagalište čahura i predenje sirove svile i Takayama-sha škola za širenje svilarskog znanja. Tvornica predstavlja japansku želju brzog usvajanja najboljih tehnika masovne proizvodnje, te je postala odlučujući element u obnovi svilarstva i industrije japanske svile u posljednjoj četvrtini 19. stoljeća. Ona je označila ulazak Japana u moderno industrijalizirano doba, čime je Japan postao vodeći svjetski izvoznik sirove svile, poglavito u Francusku i Italiju.
Nakon što je, usprkos svjetski hvaljenoj kvaliteti proizvoda, tvornica poslovala s gubitcima, privatizirana je 1893. god. God. 1939. postala je dio najveće tvrtke za proizvodnju svile u Japanu, Katakura Industries Co. Zatvorena je u ožujku 1987. god., ali je sačuvana kao povijesni spomenik.

## Slavni stanovnici
- Wada Ei (和田 英, 1857 -? 1929) je bila tekstilna radnica i spisateljica tijekom Meiji ere u Japanu, kći samuraja iz klana Matsushiro, pokrajina Shinano. Ona je poznata po pisanju memoara „Tomioka dnevnik” (Tomioka Nikki) u kojima je zabilježila svoj život među radnicama u Tomioka tvornici svile.
- Shinya Dan, popularni komičar vodvilja u Japanu, rođen je i odrastao u Tomioki.
- Eijiro Tono, poznati glumac koji glumi kao Mito Kōmon u istoimenoj seriji.